# August Fick
Friedrich Conrad August Fick (født 5. maj 1833 i Petershagen ved Minden, død 24. marts 1916 i Hildesheim) var en tysk filolog.
Fick var 1887–91 ordentlig professor i sammenlignende sprogvidenskab ved universitetet i Breslau. Han forfattede blandt andet Die griechischen Personennamen (1874; 2. udgave 1894), Die ehemalige Spracheinheit der Indogermanen Europas (1875), Wörterbuch der indogermanischen Grundsprache (1868), ny udgave under titelen Vergleichendes Wörterbuch der indogermanischen Sprachen (1870; 3. udgave 1874–75; af 4. udgave udkom I og II 1891 og 1894). Han opstillede en teori, at de homeriske digtes oprindelige sprogform været æolisk, men denne fik ikke gennemslag.